# Mille lire al mese/Alba allegra
Mille lire al mese/Alba allegra è un singolo di Gilberto Mazzi.

## Il disco
Il disco venne pubblicato su 78 giri dalla Parlophon.
Le due canzoni furono arrangiate da Pippo Barzizza, ed i musicisti che parteciparono all'incisione furono quelli che componevano la sua orchestra.

### Mille lire al mese
La canzone sul lato A, molto nota, presenta un motivetto a tempo di foxtrot con tocchi di swing ed è stata scritta da Carlo Innocenzi e Alessandro Sopranzi nel 1938.
Il testo richiama il frequente desiderio di realizzarsi economicamente, mille lire negli anni trenta rappresentavano una discreta cifra, uno stipendio più che abbondante.
Sempre nel 1939 vi fu la successiva uscita del film omonimo del regista Max Neufeld con Alida Valli, del quale la canzone è colonna sonora. 
La canzone poi fu usata nel 1996 come sigla dell'omonima trasmissione andata in onda su Rai 1 con Pippo Baudo.

#### Cover
La canzone ha avuto numerose cover, tra cui le principali sono:
- Carlo Buti (Columbia, 15003-F) e la versione spagnola Mil liras al mes (Columbia, 291823) per il mercato argentino.
- Nel 1984 quella di Patty Pravo inclusa nell'album del 1988 Pigramente signora (Compagnia Generale del Disco, LSM 1339) e presentata al programma televisivo canoro Premiatissima.
- Nel 1984 il film con Adriano Celentano e Renato Pozzetto Lui è peggio di me si conclude con un numero musicale in cui i due protagonisti cantano una versione ironica ed aggiornata della canzone, Se potessi avere sei miliardi al mese.
- Nel 1987 quella di Renzo Arbore nel suo album Viaggiare... Oh... Oh....
- Nel 2011 una seconda versione realizzata da Patty Pravo inclusa nell'album Nella terra dei pinguini e presentata anche nell'edizione del 2011 del Festival di Sanremo,  per festeggiare i 150 anni dall'Unità d'Italia nella terza serata del concorso canoro.
- Nel 2016 quella di Fabio Concato (in collaborazione con Julian Oliver Mazzariello al pianoforte e Fabrizio Bosso alla tromba) nel suo album Non smetto di ascoltarti.

### Reintrepretazioni
- Nel 2002 è stata reintrepretata e aggiornata agli anni 2000 con il titolo Mille euro al mese da Daniele Silvestri.

### Alba allegra
La canzone sul lato B, molto meno conosciuta, fu scritta da Enzo Luigi Poletto per il testo e da Emilio Gnecco per la musica; non è mai stata ristampata né ha avuto altre esecuzioni.